# Aliénor de Poitiers

Aliénor ou Éléonore de Poitiers (1444/46 - 1509), foi uma cortesã e escritora da Borgonha, conhecida por escrever Les Honneurs de la Cour, um relato de precedência e cerimónia na corte borgonhesa, baseado nas suas próprias experiências da vida cortesã.
Era filha da Condessa de Poitiers, Isabeau de Sousa, e foi viscondessa de Veurne (Furnes em francês)  pelo seu casamento com o visconde Guillaume de Stavele.

## Biografia
Aliénor é uma dos muitos filhos de Isabel de Sousa, descendente da Casa de Portugal e dama de companhia de Isabel de Portugal, e de Jean de Poitiers, senhor de Arcis-sur-Aube, com quem se casou em 1429.  Aliénor permaneceu na Borgonha por sete anos, antes de se casar com Guillaume de Stavele, visconde de Furnes em Flandres.
Além das suas observações, Aliénor cita as de sua mãe, bem como as de Jeanne d'Harcourt, esposa do conde Guillaume II de Namur em 1391. A coleção resultante de costumes da corte francesa abrange três gerações de mulheres e mais de um século.

## Obra
Aliénor de Poitiers é conhecida como a autora de Les honneurs de la cour, uma obra sobre etiqueta da corte escrita entre 1484 e 1491. A obra fornece detalhes sobre a estrutura e as regras do ritual da corte, bem como a etiqueta apropriada de acordo com as diferentes classes sociais e situações. Ela interessou-se particularmente nas convenções observadas quando mulheres de diferentes categorias estavam deitadas na sala de parto. Les honneurs de la cour não deve ser confundida com a obra do século XVIII Honneurs de la Cour, que servia para determinar a posição de um nobre.